# Zajira
Zajira è un sottodistretto (upazila) del Bangladesh situato nel distretto di Shariatpur, divisione di Dacca. Si estende su una superficie di 246,21 km² e conta una popolazione di 194.019 abitanti (dato censimento 1991).